# MomocloMania2018 -Road to 2020-
『MomocloMania2018 -Road to 2020-』（ももクロマニア -ロード トゥ にいまるにいまる-）は、ももいろクローバーZが千葉マリンスタジアム（ZOZOマリンスタジアム）で2018年8月4日と5日に開催したライブ。
Blu-ray & DVDとして2日分を全て収録したものが発売されている。

## 概要
2020年東京オリンピック・パラリンピックを意識し、前年の『ももクロ夏のバカ騒ぎ2017 -FIVE THE COLOR Road to 2020-』と同様に“音楽とスポーツの融合”をテーマとした。
本年はX sports（エクストリームスポーツ）とのコラボレーションが中心となり、2020年東京オリンピックからの新種目であるスケートボード、BMX（バイシクルモトクロス）、３×３バスケットボールなどアメリカ発祥の競技がフィーチャーされた。公演タイトルはアメリカ最大規模のプロレス興行である「レッスルマニア」のオマージュ。また当日のステージには、アメリカ・ラシュモア山を模したメンバーの石像がそびえ立った。
サムライ・ロック・オーケストラやフリースタイルバスケのパフォーマーに加え、パラリンピックの競技でもあるウィルチェアーラグビー（車いすラグビー）とのコラボレーションも実施（なおこのライブに出演した日本代表は、５日後に開催された「ウィルチェアーラグビー世界選手権」で前回王者オーストラリアを破り初優勝。ももクロファンの間でも話題となった）。
本年は全曲生バンドでのパフォーマンスで、ボサノバテイストなどの「2018夏アレンジ」が施され、『ROCK THE BOAT』でのチェアを使った艶やかなダンスも見どころとなった。
最高気温34℃の暑さの中で開催し、このライブから新設された「よく水がかかる水着席」では、海パン・ビキニ姿での参加が公式に認められた。
前年同様に、ライブと同時進行でハーフマラソンをスタジアム内外で開催。リオ五輪・カンボジア代表の猫ひろしら61人が参加した。また、同所をホームグラウンドとする千葉ロッテマリーンズからは、往年の名選手である小宮山悟・渡辺俊介・サブローが参加。メンバーと自身のサイン入りボールをスタンドに投げ入れたり、打ち込んだりした。メインステージにももクロ、センターステージにロッテのレジェンド、そして続々とスタジアムに戻ってくるマラソン走者に拍手が送られる、という光景が広がった。
ライブ最後の挨拶で玉井詩織は「普段だったらつながらない点と点がつながるのは私たちのライブならではだし、ももクロじゃなきゃこういうコラボレーションはできなかったと思う」とし、「ももクロからスポーツに出会う人やスポーツからももクロに出会ってくれる人がいたらうれしい」と語った。

## セットリスト

### Day1
1. 愛を継ぐもの
2. Z伝説 〜ファンファーレは止まらない〜
3. 『Z』の誓い
4. ゴリラパンチ
5. 吼えろ
6. ワニとシャンプー
7. GET Z, GO!!!!
ライブ映像 - YouTube
8. ココ☆ナツ
9. 青春賦
10. 行くぜっ！怪盗少女 -ZZ ver.-
11. BLAST！
12. ROCK THE BOAT
13. サラバ、愛しき悲しみたちよ
14. ザ・ゴールデン・ヒストリー
15. Re:Story
16. 何時だって挑戦者
17. デモンストレーション
18. Chai Maxx
19. ニッポン笑顔百景
20. 走れ！ -Z ver.-
21. Hanabi
22. 笑一笑 ～シャオイーシャオ！～
23. キミノアト（アンコール）
24. クローバーとダイヤモンド（アンコール）
25. コノウタ（アンコール）

### Day2
1. 吼えろ
2. BLAST！
3. Z伝説 〜ファンファーレは止まらない〜
4. ワニとシャンプー
5. 『Z』の誓い
6. ゴリラパンチ
7. ココ☆ナツ
8. Z女戦争
9. GET Z, GO!!!!
10. 何時だって挑戦者
11. 境界のペンデュラム
12. ROCK THE BOAT
13. 笑一笑 ～シャオイーシャオ！～
14. BIONIC CHERRY
15. Link Link
16. 黒い週末
17. 希望の向こうへ
18. 行くぜっ！怪盗少女 -ZZ ver.-
19. ニッポン笑顔百景
20. 走れ！ -Z ver.-
21. Hanabi
22. 愛を継ぐもの（アンコール）
ライブ映像 - YouTube
23. クローバーとダイヤモンド（アンコール）
24. スターダストセレナーデ（アンコール）
25. Re:Story（アンコール）

## サポートメンバー
「ダウンタウンももクロバンド」と呼ばれるバンドによる生演奏が行われた。
- 宗本康兵 - 音楽監督・キーボード
- 浅倉大介 - キーボード
- 柏倉隆史 - ドラムス
- 浜崎賢太 -  ベース
- 大渡亮 - ギター
- 佐藤大剛 - ギター
- 朝倉真司 - パーカッション
- 竹上良成 - サクソフォン
- 小澤篤士 - トランペット
- 半田信英 - トロンボーン
- 加藤いづみ - コーラス
- marron - コーラス